# Dario Socci
Dario Socci (Salerno, 13 aprile 1988) è un pugile italiano.
Classificato nel Ranking nazionale e in quello mondiale, è classificato anche nel Ranking dell’IBF, dopo aver concluso il contratto con la Qwert Boxing di Miloš Veselý, rimane free-agent per metà del 2019 e tutto il 2020, è passato sotto l’egida professionale degli allenatori Aaron Davis (Morris Park Boxing Gym) e Alejandro Gonzalez (Escuela de Boxeo Canelo Alvarez), e attualmente è seguito da Giorgio Maccaroni (Fortitudo Boxe) ed Emilio Desiderio (Pugilistica Salernitana).
A gennaio 2021 firma un contratto per la BBT-Buccioni Boxing Team per 3 incontri da disputare entro il 2021 e diventa ufficialmente un pugile della scuderia del manager-imprenditore romano Davide Buccioni.
Dal 2022, torna nuovamente un pugile Free Agent e collabora con diverse Promotion internazionali  tra cui la Fight Club Championship Promotion - FCC Promotion che opera tra Emirati Arabi e Thailandia.

## Carriera

### Dilettante
Inizia a praticare la boxe nella sua città natale a diciassette anni e debutta con la società salernitana Metropolis salendo per la prima volta sul ring da dilettante nel 2006. Nel 2007 si trasferisce a Roma, per allenarsi tra le file dilettantistiche dell’Audace. La sua carriera in Italia conta 81 match disputati nelle categorie di peso dai 69 ai 75 kg e 8 partecipazioni ai Campionati Nazionali Italiani di pugilato. Tra i principali avversari di Socci durante questo periodo si ricorda in particolare Vincenzo Mangiacapre, futuro bronzo alle Olimpiadi di Londra del 2012.
Nel 2008, decide di iniziare a confrontarsi con il mondo internazionale della boxe. Si trasferisce dunque in Spagna, disputando 6 match e incassando 5 vittorie per il suo palmarès di dilettante. Nel 2010 arriva poi negli Stati Uniti d’America, a New York, dove combatte 4 match vincendone 3, tra cui quelli contro Patrick Day e Quentin Fortune, quest'ultimo che all’epoca aveva alle spalle 150 match da dilettante, due finali ai Golden Gloves e altri svariati incontri tra cui vanta avversari come Zab Judah. A New York inizia ad allenarsi nella rinomata Gleason's Gym, facendo da sparring partner ad eccellenti dilettanti ma anche a pugili professionisti del calibro di Yuri Foreman e Joan Guzman.

### Professionista
Con 91 match disputati – di cui 47 vittorie, 10 pareggi e 34 sconfitte – Socci termina la sua carriera dilettantistica e ottiene il visto per atleti che gli consente di rimanere sul suolo americano e potersi preparare a diventare professionista, entrando nel team di Hector Roca e Don Saxby (ex allenatori di Yuri Foreman, Joan Guzman, Arturo Gatti etc.). Successivamente, nel 2011, viene notato da Albino Dragone (ex manager e allenatore di Larry "No Fear" Barnes), uomo d’affari italo-americano nonché proprietario della Dragone Boxing Gym, con cui Socci firma un contratto di tre anni. Intanto, continua a fare esperienze nelle principali palestre che animano la vita pugilistica newyorkese, confrontandosi con numerosi atleti della scena internazionale di quegli anni.
Nell’agosto 2012 disputa a Long Island il suo primo match da professionista, nella categoria Super-Welter, vincendo ai punti per decisione unanime.
Dopo aver frequentato numerose palestre, Socci approda infine alla Morris Park Boxing Club, nel Bronx, sotto l’egida di Aaron “Superman” Davis, ex campione mondiale dei pesi medi WBA, di Lou "Honey Boy" Del Valle ex campione mondiale dei pesi massimi leggeri WBA, e di Vincenzo Scardino. Dopo un breve periodo trascorso in Brasile, chiude il proprio rapporto con Dragone ed entra in contatto con il manager Rainer Gottwald ed il promoter Mario Pokowietez (con cui Socci aveva disputato peraltro ben otto match). Si sposta così in Germania, alla ISI Boxing Gym di Berlino, dove rimane per un anno e mezzo. Il suo primo match in Germania lo disputa contro l'allora imbattuto Nuhu Lawal (che vantava un record di15-0), incontro sulla distanza degli 8 round, al suo quarto match da Professionista, fino a quel momento Socci aveva disputato solo incontri sui 4 round.  A quel periodo risalgono tre vittorie di tre importanti campionati: il GBA German International Superwelterweight Title, il GBU European Welterweight Title ed il GBU Continental Middleweight Title.
I due Titoli GBU vinti nel 2014 da Socci nelle due categorie Welterweight e Middleweight non risultano sul sito BoxRec (o boxrec.com), che è un sito web dedicato alla tenuta di record aggiornati di pugili professionisti e dilettanti, per controversie tra lo stesso sito e la GBU Global Boxing Union alla quale il sito BoxRec riconosce solo i Titoli Mondiali e non i Titoli minori come gli Continental e European.
Sotto Rainer Gottwald, Socci disputa un match a Novi Sad in Serbia che vince per TKO al terzo round su 6 previsti contro Sinisa Legen, che viene inizialmente inserito nel suo record (BoxRec) e poi rimosso per mancato invio documentazione alla Federazione Tedesca da parte di quella Serba per il riconoscimento del match. Ancora oggi la questione risulta aperta e il motivo per cui Socci chiuse i rapporti con Rainer Gottwald potrebbe essere ricondotto a questo.
Nel 2015 passa un periodo di formazione in Giappone, a Tokyo, con il Maestro Sendai Tanaka della Teiken Boxing Gym (nel 2018 tornerà ancora in Giappone, questa volta a Osaka, per continuare la sua formazione alla MUTO Boxing Gym). Nel gennaio 2011 Socci cambia nuovamente manager e promoter, firmando con la P1 Pollex Box-Promotion GmbH di Olaf Pollex e Charlie Podehl (che collaborano con la società di promotion Ses Boxing) e andando ad allenarsi così presso la palestra di boxe della Pollex Boxing Team insieme ai pugili del Team Pollex, tra cui Rico Muller e Jan Meiser. Nell’estate dello stesso anno Socci inizia a collaborare con l’Evolve MMA Fighiting Team (con cui tuttora collabora) passando circa due mesi l’anno a Singapore come sparring partner e consulente tecnico per la parte pugilistica, avendo così modo di confrontarsi con campioni della caratura di Rafael Dos Anjos, Leandro "Brodinho" Issa e Christian Lee, atleta dell’UFC.
Dopo aver chiuso il rapporto d’affari anche con Pollex e Podhel, dal settembre 2016 fino al 2018 Socci si stabilisce in Messico a Guadalajara nella Escuela de Boxeo Canelo Alvarez, avvalendosi della preparazione dell’ex campione mondiale pesi piuma WBC Alejandro "La Cobrita" Gonzalez. A questi anni risalgono alcuni importanti incontri, tra cui, soprattutto, quello per il titolo vacante Intercontintale IBF dei pesi Welter, disputato in Sudafrica contro Tsiko Mulovhedzi, all’epoca Campione del Mondo in carica dei pesi Welter per l’IBO. Una vicenda è legata a questo match. Infatti, sebbene vi fossero ben tre televisioni nazionali a riprendere il match, il video non venne mai riprodotto, né fu venduto all'estero né fu caricato su youtube. Il verdetto di quella notte fu una sconfitta, inizialmente per Majority Decision, poco dopo modificato in Unanimous Decision (UD) in favore di Mulovhedzi con i seguenti punteggi: 113-114, 112-117, 113-115. I tecnici di quella serata – i tre giudici e l’arbitro – erano tutti Sud Africani, così come lo erano lo stesso Mulovhedzi ed il Manager di Mulovhedzi, che era anche organizzatore e unico promoter (Xaba Promotions & Events) della serata.
Nel 2018 torna in Europa, firmando un contratto con il manager, Miloš Veselý (Qwert Boxing) per tre incontri, alternando i propri allenamenti tra la Peacock Gym di Londra, la Morris Park di New York, la Fortitudo Boxe di Roma, la Escuela de Boxeo Canelo Alvarez di Guadalajara e la Pugilistica Salernitana della sua città d’origine. Il 21 dicembre 2019 all'evento organizzato dal noto promoter Frank Warren alla Copper Boxe Arena di Londra subisce una sconfitta per KO tecnico a 01:55 dell'ultimo round - decisione controversa presa dall'arbitro Steve Gray - contro il pugile inglese, all'epoca imbattuto, Troy Williamson, match valevole per il vacante Titolo IBF European dei Super Welter.
È stato sfidante ufficiale di Tobia Giuseppe Loriga per il Titolo Italiano FPI dei pesi Welter, che si sarebbe dovuto disputare il 20 marzo 2020 ma che è stato rinviato poi al 13 Novembre 2020 a Mantova, a causa della pandemia da SARS-CoV-2.
Il match si è concluso ai punti con un verdetto di maggioranza (non unanime), per il Campione in carica, che combatteva a casa dei suoi manager e promoter Loreni e Ventura, con i tre giudici che assegnarono il seguente punteggio: 96-94, 96-94, 95-95.
Dopo un match di rientro a Marzo post infortunio al gomito, a Dicembre 2021 in provincia di Salerno disputa il Titolo International UBC (Universal Boxing Council) dei pesi medi contro il georgiano Giorgi Umekashvili (6-0-0), vincendo per verdetto unanime ai punti.
A marzo 2022 a Berlino in Germania, disputa nuovamente l'IBF Intercontinentale ma stavolta nei pesi medi contro l'imbattuto italo-tedesco Vincenzo Gualtieri 18(7KO)-0-1, che perde ai punti con decisione unanime ma disputando un match molto combattuto.
Torna sul ring a ottobre 2023, questa volta in Francia , dove disputa un match di rientro sugli 8 round che vince ai punti.
A marzo 2023 torna in Inghilterra, Newcastle Arena, contro l’ex Argento Olimpico Pat McCormack (3-0), match molto duro , ma dove non fa un passo indietro ma nonostante ciò l’arbitro decide discutibilmente di fermare l’incontro all’ultimo round senza esserci mai stato nemmeno un knockdown.
Dopo questo match Socci, si prende circa 18 mesi off dove ha affrontato 3 operazioni chirurgiche ai gomiti, che lo hanno tormentato per quasi tutta la sua carriera professionistica (2 al sx e 1 al dx), nello stesso periodo suo fratello maggiore  è stato vittima di un brutto incidente, finito sulle cronache nazionali per dinamiche poco chiare , e conseguente  periodo di coma da cui si è ripreso e seguito da un lungo periodo di riabilitazione con risultati positivi.
Rientra sul ring nel novembre 2024 a Pattaya in Thailandia sugli 8 round dove vince ai punti.
A gennaio 2025 disputa il Titolo WBC Asian Silver dei pesi medi contro Geisler AP (16-15-2) che vince ai punti.
Sempre nel 2025 ad aprile , disputa un altro match titolato, sempre in Thailandia,  questa volta valevole per il Titolo WBO Oriental dei pesi super welter contro Chan Sala (12-5) che vince per K.O al terzo round. 

## Altre attività
Insieme ad altri soci, dal 2020 sino al 2022 è stato titolare, della palestra di pugilato Fortitudo Boxe Roma e di una piccola attività di ristorazione, Primo Bistrò, entrambe nel quartiere di San Giovannia Roma, Italia.

## Vita privata
Nella prima metà del 2021, Socci inizia una relazione con la showgirl italiana Paola Caruso, durata pochi mesi.
Il 23 settembre 2023 è diventato padre, del suo primo figlio, Lorenzo Matteo Socci.

## Record pugilistico

### Risultati
- 2014 Champion GBA German International Super Welterweight Title
- 2015 Champion GBU European Welterweight Title
- 2015 Champion GBU Continental Middleweight Title
- 2017 Challenger IBF Intercontinental Welterweight Title
- 2019 Challenger IBF European Super Welterweight Title
- 2020 Challenger FPI Italian National Welterweight Title
- 2021 Champion UBC International Middleweight Title
- 2022 Challenger IBF Intercontinental Middleweight Title[2]
- 2025 Champion WBC Asian Silver Middleweight Title
- 2025 Champion WBO Oriental Super Welterweight Title

### Record dilettante
- Incontri vinti: 47
- Incontri vinti per KO: 0
- Incontri persi: 34
- Incontri persi per KO: 0
- Incontri pareggiati: 10
- Incontri No-Contest: 0
- Incontri totali: 91[2]

## Riconoscimenti
- Nel 2014 viene convocato a Palazzo di Città, a Salerno, per un incontro ufficiale con il presidente della Regione Campania Vincenzo De Luca, il Sindaco di Salerno Vincenzo Napoli e l'Assessore dello Sport Angelo Caramanno, per meriti sportivi[5].

- Nel 2019 gli viene conferito dal CONI il riconoscimento di "Rappresentante Sportivo Internazionale", consegnatogli dal Prefetto di Salerno proprio nella sua città natale[6].

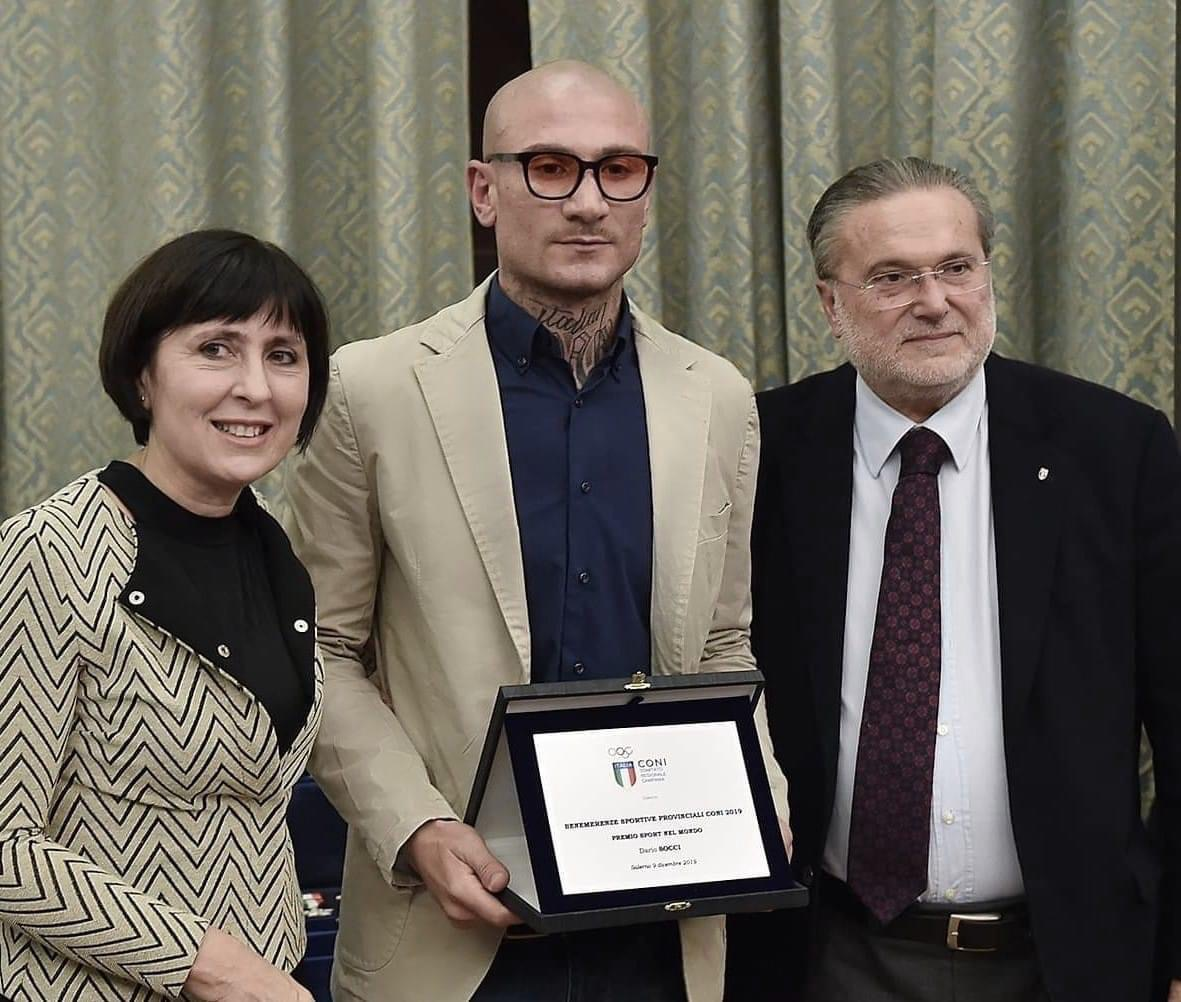
Dario Socci premiato dal CONI
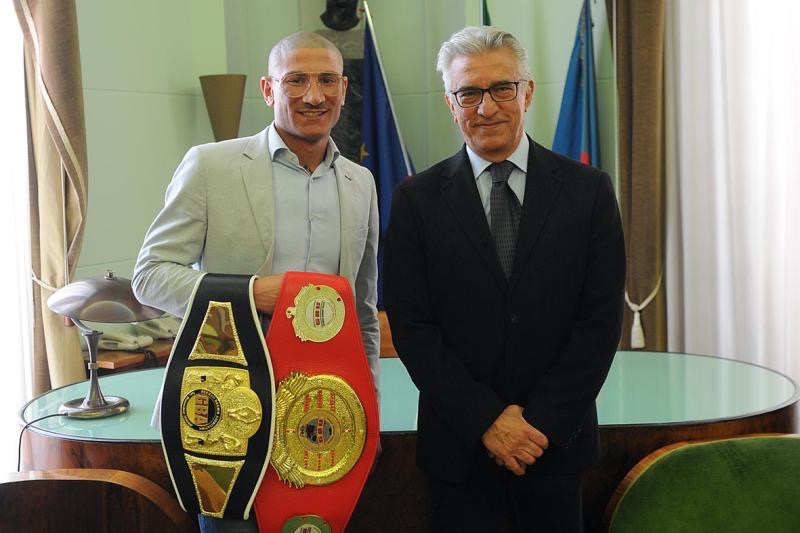
Dario Socci e il Sindaco di Salerno Vincenzo Napoli
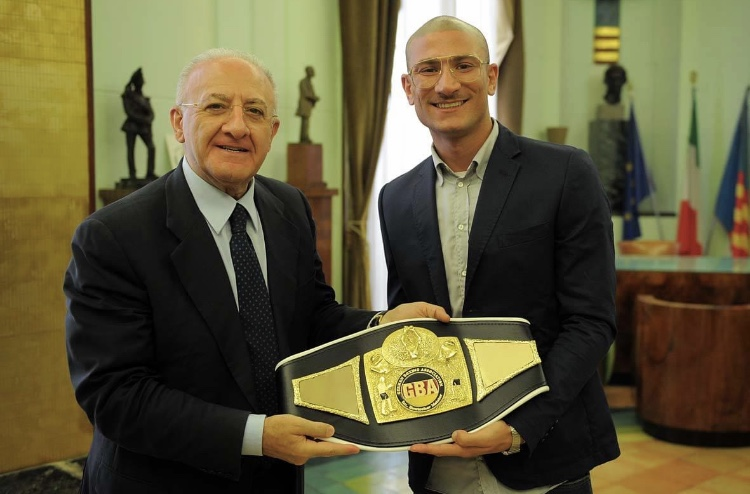
Dario Socci e il presidente della Campania Vincenzo De Luca